# 剑桥 (安大略省)
剑桥（英語：Cambridge）是加拿大安大略省南部滑铁卢区一座城市，位于格兰德河与斯比德河的合流處，與鄰近的基秦拿和滑鐵盧兩市組成三聯市都會區（Tri-Cities）。據2011年加拿大人口普查所示，劍橋市有126,748名居民。
現有的劍橋市於1973年成立，由原有的加爾特市（Galt）、普雷斯頓鎮（Preston）、赫斯佩勒鎮（Hespeler）和布萊爾村（Blair）合併而成。加爾特位於劍橋市南部，普雷斯頓和布萊爾位於該市西部，而赫斯佩勒則位於該市東北部。
剑桥市是安大略省汽车制造业重镇之一，1986年日本丰田汽车厂在此建立汽车制造厂，生产丰田牌轿车和货车。剑桥市丰田汽车厂现有员工3500人。

## 歷史
為了報答易洛魁聯盟六大部族於美國獨立戰爭期間效忠英方，英國政府於1784年將現劍橋市所在一帶共240,000公頃的土地給予該六大部族。六大部族其後於1791年勘探此處的土地，將部分劃為原住民保留地，餘下地段則售予土地發展商。後來組成劍橋市的加爾特市、普雷斯頓鎮、赫斯佩勒鎮和布萊爾村便是從這批土地發展而成。
加爾特：威廉·迪克遜（William Dickson）於1816年在格蘭德河沿岸購入9萬英畝土地，並計劃將之分段放售予來自蘇格蘭的移民。迪克遜聯同阿布薩羅姆·帥德（Absalom Shade）考察該帶地域，並決定於磨坊溪（Mill Creek）匯入格蘭德河所在劃下鎮址。該聚落於1816年形成，並取名為帥德磨坊（Shade's Mills）。到了1825年，帥德磨坊發展成該帶地域最大的聚落，促使迪克遜在此設立一座郵局。迪克遜趁此機會將聚落改名為加爾特，以紀念蘇格蘭小說家及加拿大公司經理約翰·加爾特（John Galt）。加爾特起初主要為一個農業社區，但到了1830年代末則陸續發展工業，令其繼續保留區内最大城鎮的地位，直至20世紀初被柏林（即現基秦拿市）取代為止。
普雷斯頓：約翰·爾布（John Erb）在格蘭德河與斯比德河的合流處購入7500英畝土地，於1805年與妻子遷至此處，並於1806-07年間在河畔建立鋸木廠和磨坊，一座名為劍橋磨坊（Cambridge Mills）的聚落亦在此形成。爾布起初拒絕售地作商業發展；他在斯比德河南岸所持有的土地待他於1832年死後才分段出售。測量師威廉·斯科利克（William Scollick）於1834年完成該片土地的勘探工作，並將此地以他在英格蘭蘭開夏郡的故鄉名為普雷斯頓。隨著該帶土地陸續放售，此地人口亦從1836年的約250人增長至1855年的約1600人，當中約70%為德裔居民。
赫斯佩勒：美國獨立後，原居於賓夕法尼亞州的門諾會教徒擔心會受到逼害，而有見上加拿大當局保證移民能享有宗教自由並有大量廉價土地出售，部分賓州門諾會家庭遂從19世紀初起在此處購地。一座聚落在現劍橋市的東北部形成，到1830年代中名為新希望（New Hope）。雅各布·赫斯佩勒（Jacob Hespeler）於1845年在斯比德河沿岸購入145英畝土地，隨後大力推動新希望的發展，並希望此聚落可正式設立建制。連接加爾特和貴湖的鐵路於1850年代中施工，大批鐵路工人湧至新希望；赫斯佩勒乘機在新希望進行人口普查，以期在此的鐵路工人數目能令新希望的總人口可達至設立建制的門檻。新希望遂於1859年1月1日順利建制，同時更名為赫斯佩勒村，再於1901年1月改制為鎮。
布萊爾：部分賓州門諾會家庭則在格蘭德河西岸購地，當中塞繆爾·貝茲納（Samuel D. Betzner）於1817年把他持有的土地售予約瑟夫·鮑曼（Joseph Bowman）。鮑曼建立了此處的首座堤壩和首座鋸木場，而他的其中一名兒子則於1846年在此建立一座四層高的磨坊。此處其後稱為卡萊爾磨坊（Carlisle Mill），而附近的村落亦連帶稱為卡萊爾。由於加拿大西（即後來的安大略省）當時已有另一座稱為卡萊爾的聚落，此處遂於1858年改稱布萊爾，以紀念當地一名民兵上校和政治人物亞當·約翰斯頓·費格遜-布萊爾（Adam Johnston Fergusson-Blair）。
安省政府於1960年代改革其地方行政架構，並針對省内都市發展漸具規模的地區而增設地區自治體（regional municipality）此行政區劃。省府並於1971年決定將滑鐵盧縣改組成地區自治體，改稱滑鐵盧區。滑鐵盧區於1973年正式成立，而加爾特市、普雷斯頓鎮、赫斯佩勒鎮和布萊爾村則同時合併成新的劍橋市，名稱來自普雷斯頓鎮的舊稱劍橋磨坊。

## 教育

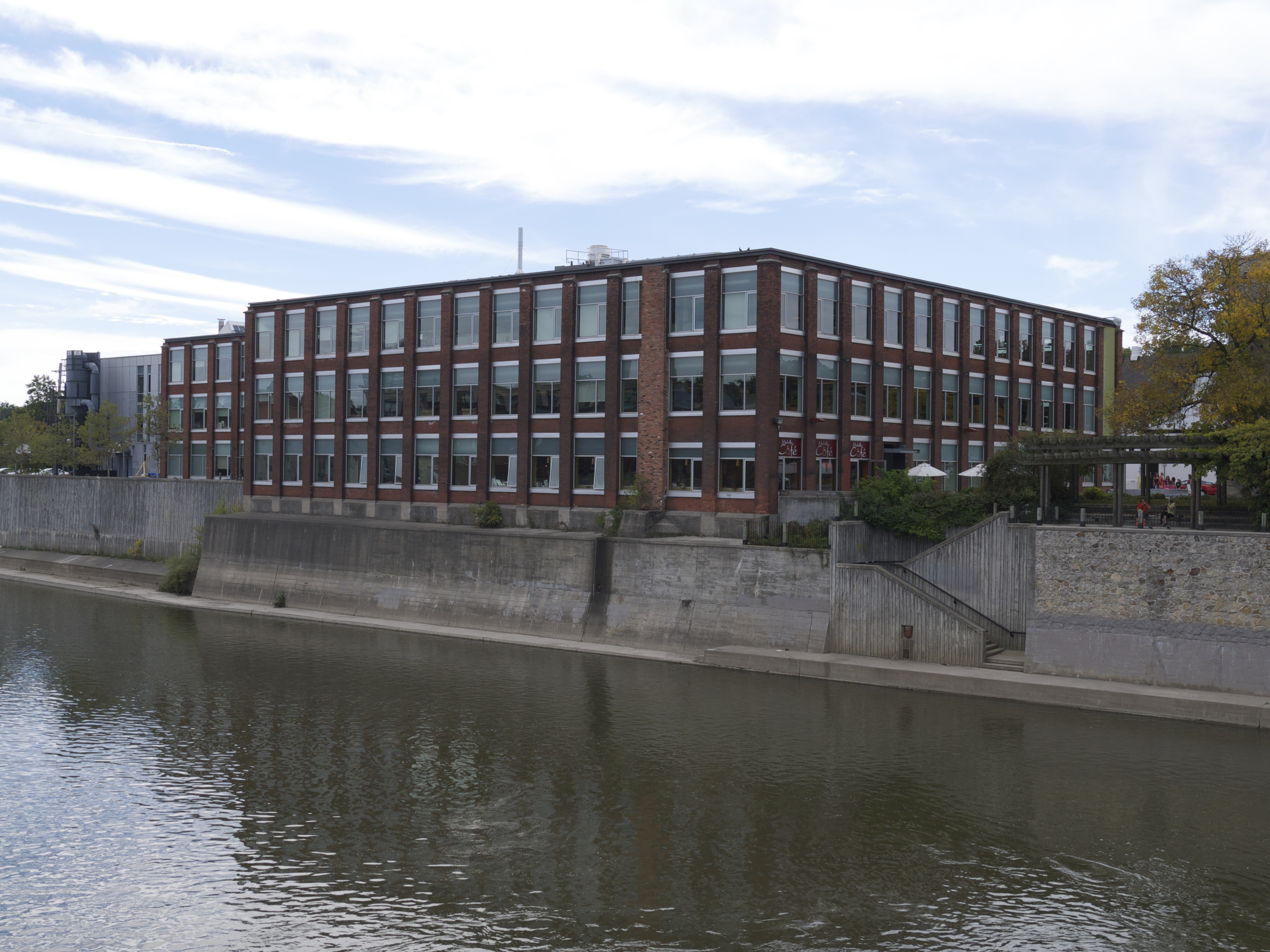
位於劍橋市內的滑鐵盧大學建築系大樓

滑鐵盧區教育局（Waterloo Region District School Board）負責營運市內的5間英語公立中學和26間英語公立小學，而滑鐵盧天主教教育局（Waterloo Catholic District School Board）則負責營運市內的2間英語天主教公立中學和15間英語天主教公立小學。中南部天主教教育局（Conseil scolaire de district catholique Centre-Sud）在市内營運一間法語天主教公立中學，並於鄰近的基秦拿市營運一間法語天主教公立小學；而維亞蒙德教育局（Conseil scolaire Viamonde）則於滑鐵盧市營運一間法語公立小學。
專上教育方面，滑铁卢大学於2004年在劍橋市設立衛星校園，提供建築系課程。哥尼斯多加學院（Conestoga College）亦從2009年起在市内設立衛星校園。

## 交通

### 公路
南安大略的交通要道401號高速公路掠過劍橋市北部，向東通往多伦多，向西通往倫敦和溫莎。安大略8號公路從西北至東南穿越劍橋市，向西北通往基秦拿和滑铁卢，向東南通往咸美頓。安大略24號公路則從北至南貫穿劍橋市，向北通往貴湖，向南通往布蘭特福德。8號和24號公路在劍橋市内的路段實際由滑鐵盧區政府管轄，並分別編為滑鐵盧區8號和24號區道。

### 公共交通

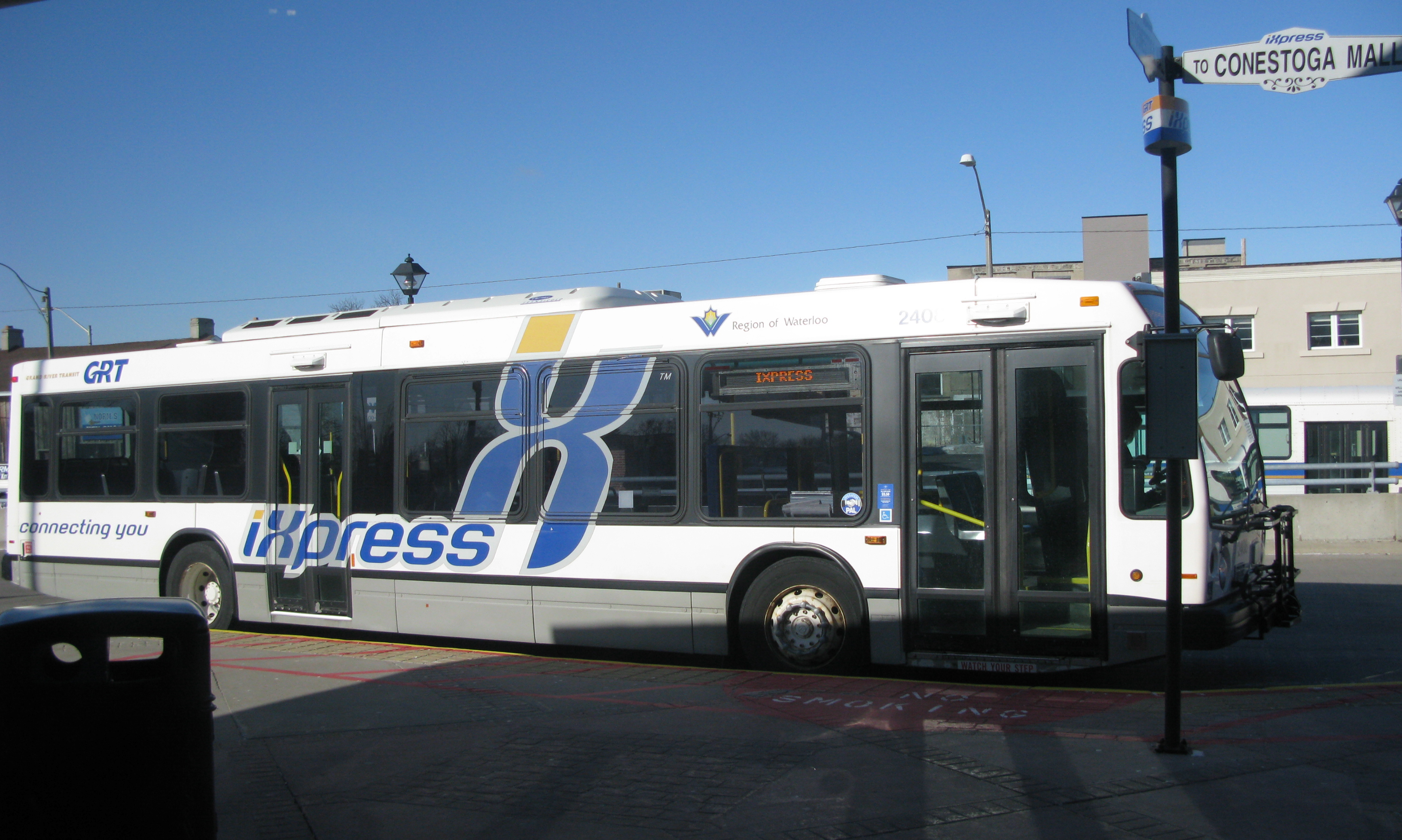
一部格蘭河交通局「iXpress」巴士在劍橋市艾恩斯利總站停靠

滑鐵盧區的公共交通服務自2000年起由格蘭河交通局（GRT）營運；該機構是由劍橋交通局和基秦拿交通局合併而成。GRT現時在劍橋市提供多條巴士綫，部分並伸延至基秦拿市。GRT並從2005年9月起開辦一條名為「iXpress」的快速巴士綫連接劍橋市、基秦拿市和滑鐵盧市。
滑鐵盧區議會於2003年一致通過《地區發展管理策略》，當中包括研究設置一個捷運系統連接上述三個城市的心臟地帶。相關的環境評估報告於2009年完成，並建議當局採納輕型鐵路的方案。區議會於2009年通過該項建議，而滑鐵盧區輕鐵首期路段則於2014年動工興建。向南通往劍橋市艾恩斯利總站（Ainslie Terminal）的輕鐵第二期路段則預料於第一期路段開通不久後（即2018年初）動工興建，完成之前則暫時以巴士快速交通系統模式運行。
GO運輸公司從2009年10月31日起提供經劍橋市來回基秦拿市和密西沙加一號廣場購物中心的長途巴士綫。

### 鐵路
劍橋市缺乏城際客運鐵路服務，乘客需前往基秦拿、貴湖或布蘭特福德的火車站來乘搭維亞鐵路的魁北克市-溫莎走廊列車。此外，乘客亦可在基秦拿火車站登上GO運輸公司的基秦拿線通勤鐵路服務來往大多倫多地區。

### 航空
距離劍橋市最近的機場是位於布雷斯勞的滑鐵盧區國際機場，但此機場所提供的定期航班卻較為疏落，因此居民通常使用多倫多皮爾遜國際機場。

## 外部連結
- City of Cambridge （页面存档备份，存于）－劍橋市官方網站